# Holopogon claripennis
Holopogon claripennis är en tvåvingeart som först beskrevs av Friedrich Hermann Loew 1856.  Holopogon claripennis ingår i släktet Holopogon och familjen rovflugor. Inga underarter finns listade i Catalogue of Life.